# David Villa
David Villa Sánchez, född den 3 december 1981 i Langreo, är en spansk före detta professionell fotbollsspelare som spelade som anfallare.

## Klubbkarriär

### Tidig karriär
Villa slog igenom professionellt i den lokala fotbollsklubben Sporting Gijón, där han gjorde sin debut för seniorlaget under säsongen 2000/01. Den följande säsongen hade han redan etablerat sig som ordinarie i laget, med 18 ligamål 2001/02 och ytterligare 20 den följande säsongen.
Efter att ha gjort över 50 mål för Gijón på bara tre säsonger fick han chansen att spela i Spaniens förstadivision, när han under sommaren 2003 blev uppköpt av den då nyligen uppflyttade klubben Real Zaragoza. Hans första säsong i Zaragoza var också den en succé, då han gjorde 17 mål för sin klubb, bland annat det vinnande målet i Copa del Rey-finalen.
2005 debuterade Villa i Spaniens landslag, och flyttade kort därefter till storlaget Valencia för en övergångssumma på 20 miljoner euro.

### Valencia
Under säsongen 2005/06 gjorde Villa 25 mål på 37 ligamatcher, och låg därmed bara ett mål bakom säsongens skyttekung Samuel Eto'o. Villa gjorde sitt första hat trick för Valencia i en bortamatch mot Athletic Bilbao. Han lyckades göra alla tre målen på bara strax över fem minuter, vilket gör det till ett av de snabbaste hattricken som någonsin har registrerats.
Villas goda form fortsatte under säsongen 2006/07, då han formade ett produktivt partnerskap med den före detta Real Madrid-spelaren Fernando Morientes. Tillsammans gjorde anfallsduon cirka 40 mål för Valencia, samt konkurrerade ut Real Madrid-legenden Raúl från det spanska landslaget. I Champions League satte Villa också en frispark i den andra ronden mot Inter, vilket hjälpte Valencia att avancera till kvartsfinalen där de slutligen skulle komma att besegras av Chelsea.
Under hans 100:e ligamatch för Valencia gjorde Villa ett hat trick mot Levante, vilket blev hans 54:e, 55:e och 56:e mål för klubben. Ytterligare två mål i den sista ligamatchen mot Atletico Madrid innebar att Villa avslutade säsongen med 18 ligamål på 29 matcher.

### Barcelona

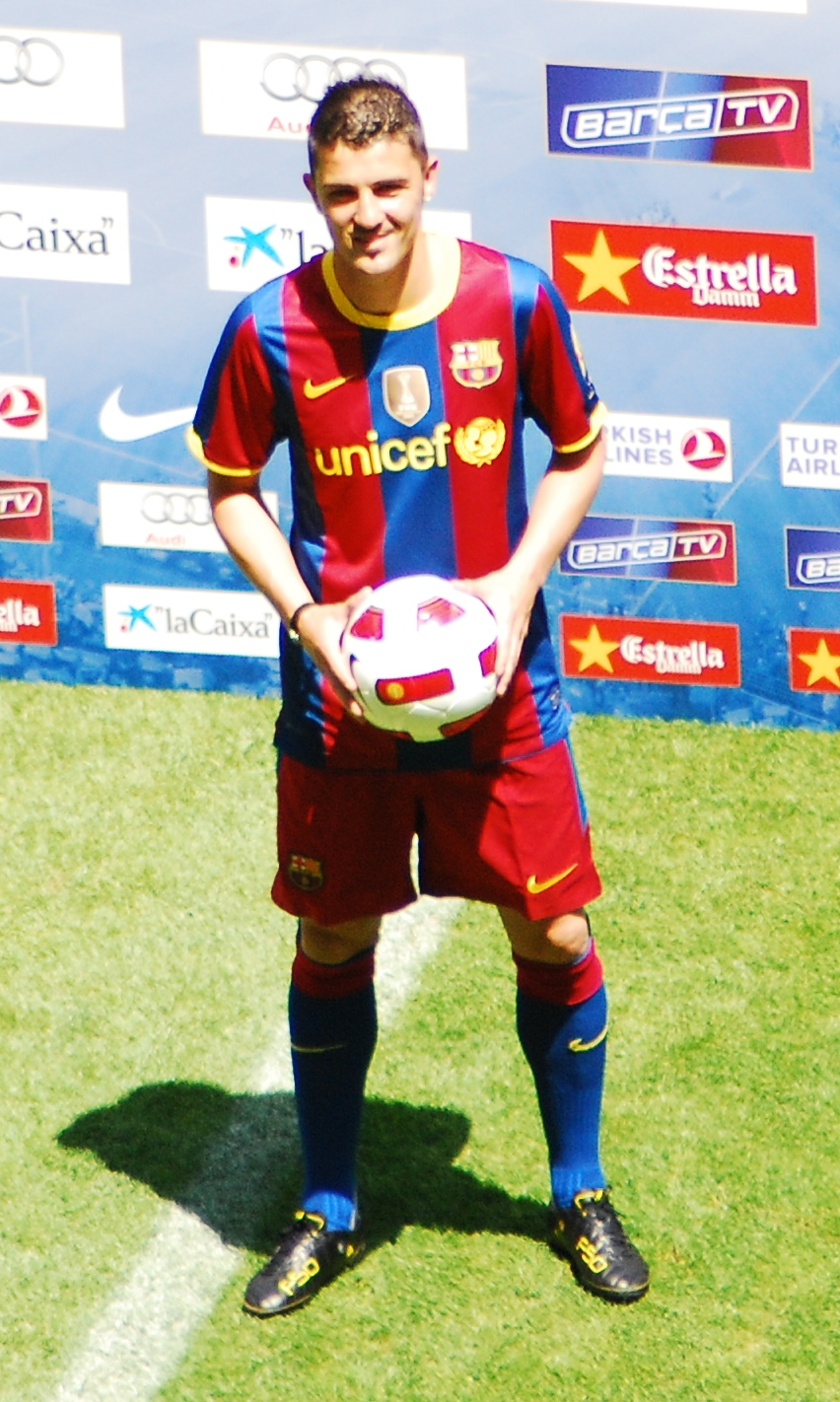
Villa när han presenterades som nyförvärv av Barcelona.

Onsdagen den 19 maj 2010 bekräftade Barcelona på sin webbplats att man kommit överens med Valencia och Villa om en övergång med övergångssumma om 40 miljoner euro. Fyraårskontraktet inklusive en möjlighet till en femte säsong, med utköpsklausul om 200 miljoner euro, skrevs under fredagen den 21 maj.
Den 29 november 2010 gjorde Villa två mål mot Real Madrid när Barcelona vann med 5–0. Han spelade upp Barcelona till 3-1 mot Manchester United i Champions League-finalen 2011.
Den 15 december 2011 bröt Villa skenbenet i VM för klubblags semifinal mot Al-Sadd och var borta i ungefär sex månader. Hans comeback var mot Dynamo Bukarest och Barcelona vann den matchen med 2-0 efter mål av Lionel Messi och Ibrahim Afellay. Villas första mål efter skadan var mot Deportivo Alaves och Barcelona vann den matchen med 4-1.
Säsongen 2012/13 lyckades Villa göra ett par mål för Barcelona, men blev ofta bänkad.

### Atlético Madrid

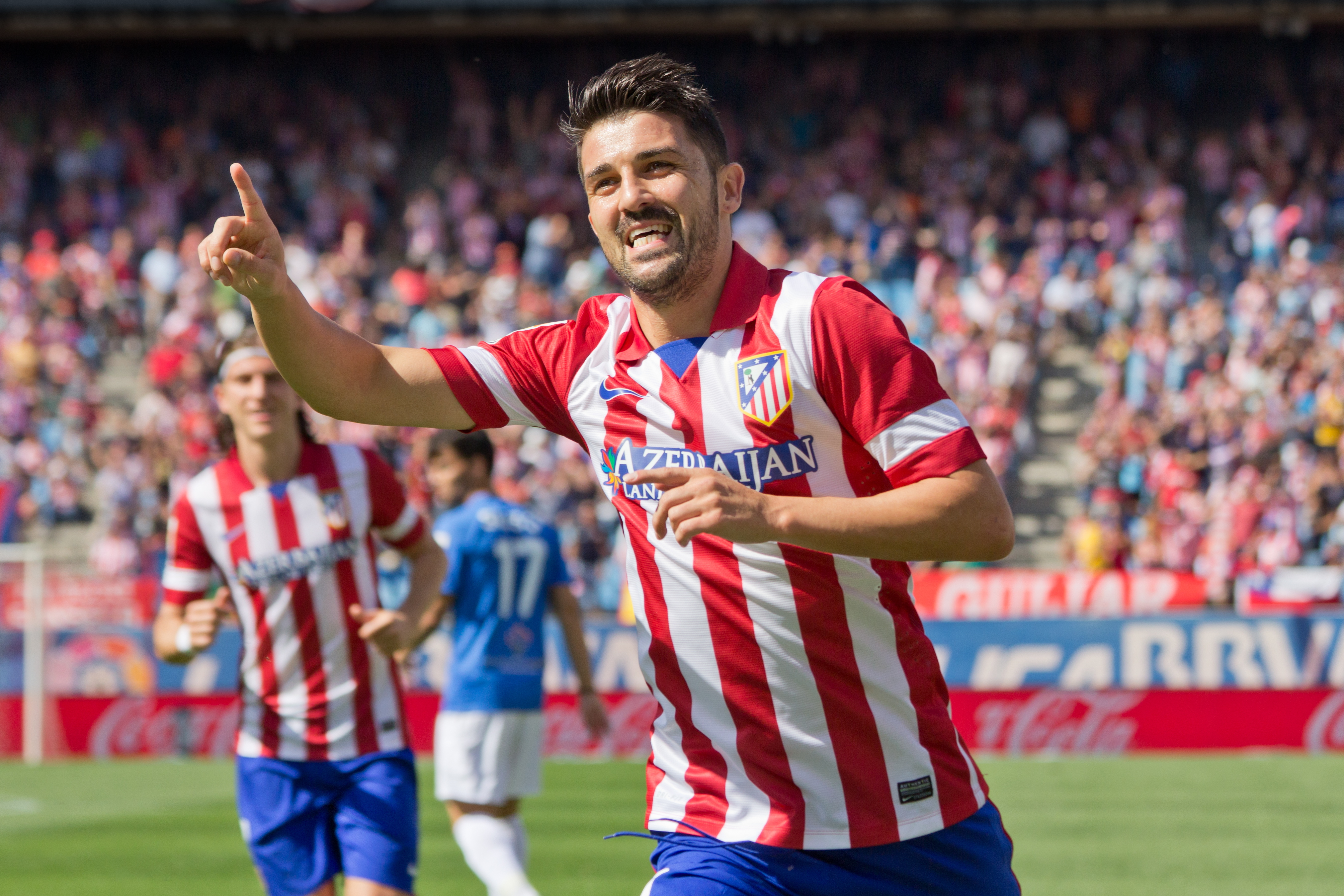
Villa firar ett mål för Atlético Madrid.

Inför säsongen 2013/14 lämnade Villa Barcelona för spel i Atlético Madrid. Atlético hade sålt förra säsongens målkung Radamel Falcao till AS Monaco, och Villas uppdrag var att ersätta honom. Villa stannade i Atlético Madrid i endast en säsong, där han lyckades näta en del mål. Han vann dessutom spanska ligan med klubben.

### New York City
I augusti 2014 uppgav Villa att han skrivit på för den amerikanska MLS-klubben New York City. Han lånades dock omgående ut till samarbetspartnern Melbourne City i A-League, där han bara hann spela fyra matcher.

## Landslagskarriär
Villa gjorde debut i spanska landslaget den 9 februari 2005 då Spanien vann med 5–0 över San Marino.
Villa kom med i Spaniens landslagstrupp för VM 2006. Han spelade från start i öppningsmatchen mot Ukraina, under vilken han gjorde två mål. Han satte också en straff i Spaniens förlustmatch mot Frankrike, och blev med sina tre mål Spaniens bästa målgörare, på delad förstaplats med Fernando Torres.
Efter detta fortsatte Villa att inneha en ordinarie plats i landslaget, och fanns med i startelvan i alla Spaniens internationella matcher under säsongen 2006/07. Under dessa elva matcher gjorde han sammanlagt åtta mål, och blev 2008 Spaniens bästa målskytt i EM-kvalet med sju mål. Han blev också uttagen i Spaniens trupp till EM 2008, en turnering som Spanien till slut vann. I Spaniens öppningsmatch mot Ryssland gjorde Villa turneringens enda hat trick. I den följande matchen mot Sverige gjorde Villa ett mål i 92:a minuten, vilket resulterade i en 2–1-seger för Spanien. Trots att han inte spelade i den tredje gruppspelsmatchen mot Grekland (Spanien hade redan säkrat en plats i kvartsfinalen och vilade därför många spelare) och dessutom på grund av en sträckning kom att missa finalen vann han skytteligan.

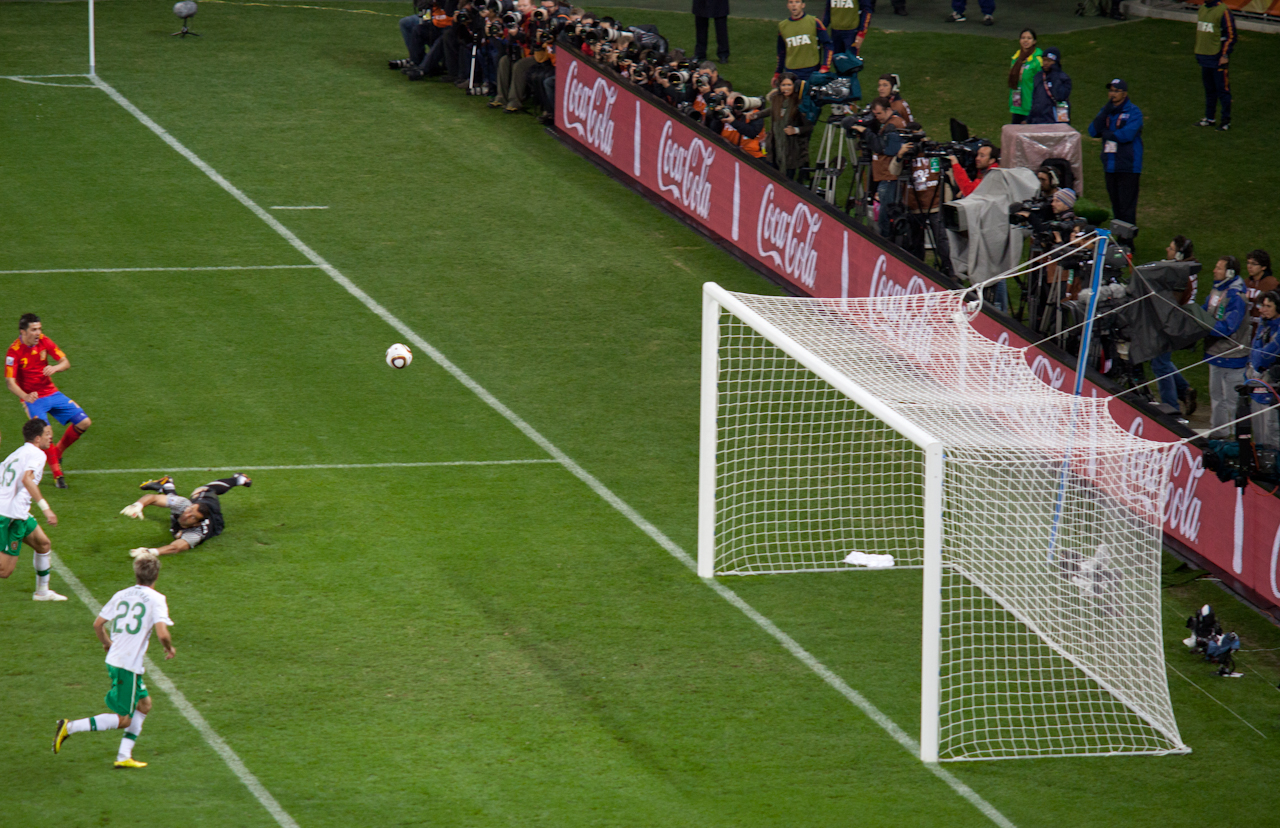
Villa gör mål mot Portugal under VM 2010.

Spanien vann även guld vid VM 2010 i Sydafrika. Villa gjorde fem mål under turneringen och vann skytteligan tillsammans med Thomas Müller, Wesley Sneijder och Diego Forlán.
Villa blev även historisk när han den 25 mars 2011 i en EM-kvalmatch mot Tjeckien blev den bästa målskytten i spanska landslaget någonsin med 46 gjorda mål. Tidigare rekordhållaren var Raúl. Villa skulle dessutom varit en given spelare i landslaget under EM 2012, men på grund av en långvarig skada bestående av en spricka i skenbenet fick han avstå.
Villa blev dessutom uttagen till VM-truppen 2014, där han också medgav att det skulle bli hans sista matcher med spanska landslaget. Han gjorde 1-0-målet mot Australien, men Spanien åkte ut i gruppspelet. Detta var Villas sista match för det spanska landslaget.

## Privatliv
Villa är gift med sin ungdomskärlek Patricia Gonzalez sedan 2003, och paret har tillsammans två döttrar och en son: Zaida (född 2005), Olaya (född 2009) och Luca (född 2013).

## Meriter

### Real Zaragoza
- Spanska cupen: 2003/04
- Spanska supercupen: 2004

### Valencia CF
- Spanska cupen: 2007/08

### FC Barcelona
- Uefa Champions League: 2010/11
- VM för klubblag: 2011
- Uefa Super Cup: 2011
- La Liga: 2010/11, 2012/13
- Spanska cupen: 2011/12
- Spanska supercupen: 2010, 2011

### Atlético Madrid
- La Liga: 2013/14

### Spaniens landslag
- EM-guld: 2008
- VM-guld: 2010

### Individuella meriter
- FIFA FIFPro World XI (Fifas världslag): 2010
- Uefa Team of the Year: 2010
- Alla tiders målkung i spanska landslaget (59 mål)